# Bourg-l'Abbé (Caen)
Pour les articles homonymes, voir Bourg-l'Abbé.
Bourg-l'Abbé est le nom porté par un ancien faubourg de Caen. Ce bourg qui dépendait de l'abbaye aux Hommes occupait approximativement le quart nord-ouest de l'actuelle ville de Caen.

## Localisation
Le bourg était situé à l'ouest du Bourg-le-Roi (centre-ville ancien de Caen). Il était le pendant du Bourg-l'Abbesse, faubourg situé à l'est de la ville de Caen et dépendant de l'abbaye aux Dames.

## Structure urbaine
Historiquement, le Bourg-l'Abbé était entouré par,, :
- au nord et l'est, le terroir de Saint-Martin, en incluant la delle de Rocquemont (à l'emplacement de l'actuel Mémorial de Caen) ;
- à l'est et au sud, la ville de Caen (Bourg-le-Roi) et le Grand-Odon, excluant l'actuelle Prairie et le village de Venoix[note 1] (une grande partie de la paroisse de Venoix, sur la rive gauche du Petit-Odon et dans la plaine, fait toutefois partie de la baronnie du Bourg-l'Abbé[note 2]) ;
- à l'ouest, le terroir de Bretteville ;
- à l'ouest et au nord, le terroir de Saint-Germain-la-Blanche-Herbe.

Le territoire était constitué de plusieurs pôles, par ordre d'éloignement de la ville fortifiée :
- la partie la plus urbanisée constituée par le faubourg (autour de l'abbaye aux Hommes et des églises Saint-Martin et Saint-Nicolas), au pied et sur les coteaux de la vallée de l'Odon[4],[note 3] ;
- le village de Villers (autour de l'église Saint-Ouen) dans la vallée de l'Odon ;
- La Maladrerie, sur la route de Bayeux, sur le plateau (plaine de Caen) surplombant la ville.

## Historique
Le 18 juin 1066, l'abbaye Saint-Étienne de Caen (dite abbaye aux Hommes), fondée par Guillaume le Conquérant, est dédicacée. Un village, organisé depuis le VIIe siècle autour de l'église Saint-Martin est incorporé au domaine octroyé à l'abbaye. Situé sur les coteaux au-dessus de la vallée de l'Odon, il se développe alors à la rencontre de deux axes importants (la rue de Bayeux et la route de Bretagne, actuelle rue Caponière). Un peu plus au nord, l'église Saint-Nicolas est fondée pour accompagner le développement urbain de ce secteur. Mais celui-ci reste limité.
Dans la charte de fondation octroyée à l'abbaye, le territoire de Villers est incorporé à Bourg-l'Abbé.
En 1066-1070, Lanfranc fonde à l'intérieur d'un enclos de douze acres une maladrerie dépendante de l'abbaye aux Hommes. Elle était chargée de soigner, ou du moins d'accueillir, les malades du Bourg-l'Abbé, de Venoix et de Saint-Germain-la-Blanche-Herbe. Elle prend le nom de « maison des lépreux dans le Bourg-l'Abbé » ou d'« hôpital Saint-Étienne », mais elle est plus couramment appelé Petite maladrerie pour la distinguer de la Grande maladrerie fondée à proximité par Henri II d'Angleterre en 1161 (Hôtel-Dieu de Caen). À proximité, se développe le village de La Maladrerie.
Au XIVe siècle, dans le contexte de la guerre de Cent Ans, le Bourg-l'Abbé est fortifié. Mais seuls les bâtiments faisant partie de l'ensemble abbatial sont concernés. Ces fortifications sont détruites au XVIIIe siècle, mais une partie est conservée. Près de l'église Saint-Étienne, des fragments des murailles en appareil régulier ont été conservés (rue du Carel), ainsi qu'une tour dans la cour de l'artothèque.
Au XVIIe siècle, la ville de Caen est marquée par une forte croissance démographique. Les faubourgs situés sur l'axe Paris-Cherbourg (Vaucelles, Bourg-l'Abbé) connaissent alors une croissance importante.
Au XVIIe et XVIIIe siècles, plusieurs congrégations religieuses s'implantent dans le Bourg-l'Abbé à proximité de l'actuelle rue Caponière :
- en 1577, le couvent des Capucins, à l'emplacement de l'actuel établissement public de santé mentale de Caen (dit le Bon-Sauveur) ;
- en 1612, le Godiveau (temple protestant), détruit en 1685 ;
- en 1631, le monastère de la Visitation (actuel quartier Lorge).

L'urbanisation massive et l'unification des différents pôles proto-urbains n'interviennent qu'au XXe siècle (lotissements du Nice caennais, de la Haie Vigné dans les années 1930 ; zones à urbaniser en priorité de La Folie-Couvrechef et Le Chemin Vert dans les années 1950-1970.)